# Landtagswahlkreis Neubrandenburg I
Der Landtagswahlkreis Neubrandenburg I ist ein Landtagswahlkreis in Mecklenburg-Vorpommern. Er umfasst von der Kreisstadt Neubrandenburg die Stadtgebiete Katharinenviertel, Lindenbergviertel, Stadtgebiet Ost und Stadtgebiet Süd.

## Wahl 2021
Bei der Landtagswahl in Mecklenburg-Vorpommern 2021 gab es in diesem Wahlkreis folgendes Ergebnis:
| Partei               | Direktkandidat   | Erststimmen      | Zweitstimmen     |
| -------------------- | ---------------- | ---------------- | ---------------- |
| SPD                  | Bernd Lange      | 34,6 %           | 42,3 %           |
| AfD                  | Peter Fink       | 17,8 %           | 16,4 %           |
| CDU                  | Torsten Hanke    | 15,5 %           | 11,5 %           |
| Die LINKE            | Torsten Koplin   | 18,4 %           | 12,8 %           |
| GRÜNE                | Jutta Wegner     | 5,2 %            | 4,1 %            |
| FDP                  | Heiko Schröder   | 5,9 %            | 5,1 %            |
| NPD                  | –                | –                | 0,7 %            |
| Tierschutzpartei     | –                | –                | 1,4 %            |
| Freier Horizont      | –                | –                | 0,3 %            |
| Die PARTEI           | –                | –                | 0,8 %            |
| FREIE WÄHLER         | –                | –                | 0,8 %            |
| PIRATEN              | –                | –                | 0,2 %            |
| LKR                  | –                | –                | 0,0 %            |
| DKP                  | –                | –                | 0,1 %            |
| Bündnis C            | –                | –                | 0,1 %            |
| TIERSCHUTZ hier!     | –                | –                | 0,5 %            |
| dieBasis             | Sabine Wüsten    | 2,6 %            | 1,8 %            |
| DiB                  | –                | –                | 0,0 %            |
| FPA                  | –                | –                | 0,0 %            |
| ÖDP                  | –                | –                | 0,1 %            |
| Die Humanisten       | –                | –                | 0,2 %            |
| Gesundheitsforschung | –                | –                | 0,3 %            |
| Team Todenhöfer      | –                | –                | 0,2 %            |
| UNABHÄNGIGE          | –                | –                | 0,3 %            |
| Wahlberechtigte      | 26.174 Einwohner | 26.174 Einwohner | 26.174 Einwohner |
| Wahlbeteiligung      | 67,8             | 67,8             | 67,8             |

## Wahl 2016
Bei der Landtagswahl in Mecklenburg-Vorpommern 2016 gab es in diesem Wahlkreis folgendes Ergebnis:
| Partei           | Direktkandidat  | Erststimmen | Zweitstimmen |
| ---------------- | --------------- | ----------- | ------------ |
| SPD              | Manfred Dachner | 31,4 %      | 30,9 %       |
| CDU              | Lars Bünger     | 15,8 %      | 15,7 %       |
| Die LINKE        | Torsten Koplin  | 22,7 %      | 18,8 %       |
| GRÜNE            | Jutta Wegner    | 4,5 %       | 3,4 %        |
| NPD              | –               | –           | 2,4 %        |
| FDP              | Bertram Barthel | 2,9 %       | 2,2 %        |
| PIRATEN          | –               | –           | 0,4 %        |
| FAMILIE          | –               | –           | 1,0 %        |
| FREIE WÄHLER     | –               | –           | 0,3 %        |
| Die PARTEI       | –               | –           | 0,4 %        |
| Die Achtsamen    | –               | –           | 0,1 %        |
| ALFA             | –               | –           | 0,3 %        |
| AfD              | Thomas Podszuk  | 22,8 %      | 21,7 %       |
| Bündnis C        | –               | –           | 0,1 %        |
| DKP              | –               | –           | 0,2 %        |
| Freier Horizont  | –               | –           | 0,9 %        |
| Tierschutzpartei | –               | –           | 1,3 %        |
| Wahlberechtigte  | 26.485          | 26.485      | 26.485       |
| Wahlbeteiligung  | 59, 1 %         | 59, 1 %     | 59, 1 %      |

## Wahl 2011
Bei der Landtagswahl in Mecklenburg-Vorpommern 2011 kam es zu folgendem Ergebnis:
| Partei          | Direktkandidat         | Erststimmen     | Zweitstimmen    |
| --------------- | ---------------------- | --------------- | --------------- |
| SPD             | Manfred Dachner        | 40,2 %          | 38,4 %          |
| Die LINKE       | Jan Kuhnert            | 21,8 %          | 22,8 %          |
| CDU             | Günter Rühs            | 24,2 %          | 19,5 %          |
| GRÜNE           | Luise Breider          | 6,2 %           | 6,8 %           |
| NPD             | Jens Blasewitz         | 5,5 %           | 5,5 %           |
| PIRATEN         |                        |                 | 2,1 %           |
| FDP             | Dietrich-Eckard Krause | 2,2 %           | 2,0 %           |
| FAMILIE         |                        |                 | 1,4 %           |
| FREIE WÄHLER    |                        |                 | 0,6 %           |
| AB              |                        |                 | 0,4 %           |
| AUF             |                        |                 | 0,1 %           |
| Die PARTEI      |                        |                 | 0,1 %           |
| APD             |                        |                 | 0,1 %           |
| PBC             |                        |                 | 0,1 %           |
| REP             |                        |                 | 0,1 %           |
| ödp             |                        |                 | 0,1 %           |
| Wahlberechtigte | 27905 Einwohner        | 27905 Einwohner | 27905 Einwohner |
| Wahlbeteiligung | 50,7 %                 | 50,7 %          | 50,7 %          |

## Wahl 2006
Bei der Landtagswahl in Mecklenburg-Vorpommern 2006 kam es zu folgendem Ergebnis:
| Partei          | Direktkandidat    | Erststimmen     | Zweitstimmen    |
| --------------- | ----------------- | --------------- | --------------- |
| SPD             | Michael Stieber   | 27,1 %          | 30,4 %          |
| CDU             | Günter Rühs       | 29,4 %          | 24,3 %          |
| PDS             | Irina Parlow      | 27,4 %          | 24,1 %          |
| FDP             | Martin Schönemann | 7,0 %           | 8,3 %           |
| NPD             | Jens Blasewitz    | 6,0 %           | 6,3 %           |
| GRÜNE           | Jutta Gerkan      | 3,0 %           | 3,0 %           |
| FAMILIE         |                   |                 | 0,9 %           |
| WASG            |                   |                 | 0,7 %           |
| GRAUE           |                   |                 | 0,7 %           |
| Deutschland     |                   |                 | 0,4 %           |
| AGFG            |                   |                 | 0,3 %           |
| PBC             |                   |                 | 0,2 %           |
| Bündnis für M-V |                   |                 | 0,2 %           |
| AB              |                   |                 | 0,1 %           |
| APD             |                   |                 | 0,1 %           |
| Offensive D     |                   |                 | 0,0 %           |
| Wahlberechtigte | 28550 Einwohner   | 28550 Einwohner | 28550 Einwohner |
| Wahlbeteiligung | 59,5 %            | 59,5 %          | 59,5 %          |

## Wahl 2002
Bei der Landtagswahl in Mecklenburg-Vorpommern 2002 kam es zu folgendem Ergebnis:
| Partei          | Direktkandidat  | Erststimmen     | Zweitstimmen    |
| --------------- | --------------- | --------------- | --------------- |
| SPD             | Frank Lohse     | 37,5 %          | 39,8 %          |
| CDU             | Thomas Gesswein | 26,8 %          | 26,3 %          |
| PDS             | Irina Parlow    | 25,8 %          | 23,3 %          |
| FDP             | Stefan Demmer   | 4,6 %           | 4,8 %           |
| GRÜNE           |                 |                 | 2,1 %           |
| Schill          | Enrico Komning  | 1,7 %           | 1,5 %           |
| NPD             |                 |                 | 0,6 %           |
| SPASSPARTEI     |                 |                 | 0,6 %           |
| REP             |                 |                 | 0,3 %           |
| GRAUE           |                 |                 | 0,2 %           |
| Bürgerpartei MV |                 |                 | 0,2 %           |
| PBC             |                 |                 | 0,1 %           |
| V.P.M.V.        |                 |                 | 0,1 %           |
| SLP             |                 |                 | 0,0 %           |
| Einzelbewerber  | Klaus Schier    | 3,6 %           |                 |
| Wahlberechtigte | 29013 Einwohner | 29013 Einwohner | 29013 Einwohner |
| Wahlbeteiligung | 73,2 %          | 73,2 %          | 73,2 %          |

## Wahl 1998
Bei der Landtagswahl in Mecklenburg-Vorpommern 1998 kam es zu folgendem Ergebnis:
| Partei          | Direktkandidat  | Erststimmen     | Zweitstimmen    |
| --------------- | --------------- | --------------- | --------------- |
| SPD             |                 | 31,6 %          | 32,2 %          |
| PDS             | Caterina Muth   | 34,2 %          | 30,9 %          |
| CDU             |                 | 32,5 %          | 27,0 %          |
| GRÜNE           |                 |                 | 3,0 %           |
| DVU             |                 |                 | 2,1 %           |
| Pro DM          |                 |                 | 1,4 %           |
| FDP             |                 | 1,6 %           | 1,3 %           |
| NPD             |                 |                 | 0,6 %           |
| REP             |                 |                 | 0,5 %           |
| AB 2000         |                 |                 | 0,3 %           |
| GRAUE           |                 |                 | 0,3 %           |
| PBC             |                 |                 | 0,2 %           |
| BfB             |                 |                 | 0,2 %           |
| Wahlberechtigte | 31619 Einwohner | 31619 Einwohner | 31619 Einwohner |
| Wahlbeteiligung | 82,7 %          | 82,7 %          | 82,7 %          |

## Wahl 1994
Bei der Landtagswahl in Mecklenburg-Vorpommern 1994 kam es zu folgendem Ergebnis:
| Partei          | Direktkandidat  | Erststimmen     | Zweitstimmen    |
| --------------- | --------------- | --------------- | --------------- |
| CDU             | Rainer Prachtl  | 37,9 %          | 33,0 %          |
| PDS             |                 | 30,9 %          | 31,0 %          |
| SPD             |                 | 25,4 %          | 27,1 %          |
| GRÜNE           |                 | 4,2 %           | 3,8 %           |
| FDP             |                 | 1,5 %           | 2,5 %           |
| REP             |                 |                 | 0,8 %           |
| PASS            |                 |                 | 0,7 %           |
| GRAUE           |                 | 1,6 %           | 0,6 %           |
| NATURGESETZ     |                 |                 | 0,3 %           |
| BUMV            |                 |                 | 0,1 %           |
| NdB             |                 |                 | 0,1 %           |
| PBC             |                 |                 | 0,1 %           |
| NPD             |                 |                 | 0,1 %           |
| Wahlberechtigte | 30755 Einwohner | 30755 Einwohner | 30755 Einwohner |
| Wahlbeteiligung | 78,6 %          | 78,6 %          | 78,6 %          |

## Wahl 1990
Die Aufteilung der Wahlkreise 1990 ist mit der späteren im Allgemeinen nicht deckungsgleich. Der Landtagswahlkreis Neubrandenburg I war jedoch mit dem heutigen Landtagswahlkreis Neubrandenburg I weitgehend identisch, hatte jedoch die Wahlkreisnummer 29.
Als Direktkandidat wurde Rainer Prachtl (CDU) gewählt.